# Test F1 2018
Questa voce raccoglie un approfondimento sui test effettuati nell'ambito del campionato 2018 di Formula 1.

## Calendario
La FIA conferma le due sessioni test pre stagionali da quattro giorni l'una, da disputarsi entrambe sul circuito di Catalogna, la prima dal 26 febbraio al 1º marzo, la seconda dal 6 al 9 marzo. I test intrastagionali, nel 2018, si effettueranno al circuito di Catalogna tra il 15 e 16 maggio, e all'Hungaroring tra il 31 luglio e 1º agosto, il martedì e il mercoledì successivi ai rispettivi gran premi.

### Barcellona (febbraio-marzo 2018)
- Barcellona, Circuito di Catalogna, 26 febbraio-1º marzo 2018.

### Barcellona (marzo 2018)
- Barcellona, Circuito di Catalogna, 6-9 marzo 2018.

### Barcellona (maggio 2018)
- Barcellona, Circuito di Catalogna, 15-16 maggio 2018.

### Mogyoród (luglio-agosto 2018)
- Mogyoród, Hungaroring, 31 luglio-1º agosto 2018.

## Primo test di Barcellona

### Formazione piloti
| Team        | 26 febbraio      | 27 febbraio       | 28 febbraio      | 1º marzo                          |
| ----------- | ---------------- | ----------------- | ---------------- | --------------------------------- |
| Mercedes    | Lewis Hamilton   | Valtteri Bottas   | Lewis Hamilton   | Lewis Hamilton                    |
| Mercedes    | Valtteri Bottas  | Valtteri Bottas   | Valtteri Bottas  | Valtteri Bottas                   |
| Ferrari     | Kimi Räikkönen   | Sebastian Vettel  | Kimi Räikkönen   | Sebastian Vettel                  |
| Red Bull    | Daniel Ricciardo | Max Verstappen    | Daniel Ricciardo | Max Verstappen                    |
| Force India | Nikita Mazepin   | Esteban Ocon      | Sergio Pérez     | Sergio Pérez                      |
| Williams    | Lance Stroll     | Sergej Sirotkin   | Lance Stroll     | Lance Stroll                      |
| Williams    | Sergej Sirotkin  | Robert Kubica     | Robert Kubica    | Sergej Sirotkin                   |
| Renault     | Nico Hülkenberg  | Carlos Sainz Jr.  | Nico Hülkenberg  | Carlos Sainz Jr.                  |
| Renault     | Carlos Sainz Jr. | Carlos Sainz Jr.  | Carlos Sainz Jr. | Nico Hülkenberg                   |
| Toro Rosso  | Brendon Hartley  | Pierre Gasly      | Brendon Hartley  | Pierre Gasly                      |
| Haas        | Romain Grosjean  | Kevin Magnussen   | Romain Grosjean  | Kevin Magnussen                   |
| McLaren     | Fernando Alonso  | Stoffel Vandoorne | Fernando Alonso  | Stoffel Vandoorne Fernando Alonso |
| Sauber      | Marcus Ericsson  | Charles Leclerc   | Marcus Ericsson  | Charles Leclerc Marcus Ericsson   |

### Resoconto prima giornata
- Meteo: Nuvoloso

#### Risultati[3]
| 1  | Daniel Ricciardo | 3  | Red Bull-TAG Heuer   | 1'20"179 | 105 | Medie        | Medie        | Medie        |
| 2  | Valtteri Bottas  | 77 | Mercedes             | 1'20"349 | 58  | Medie        | Medie        | Medie        |
| 3  | Kimi Räikkönen   | 7  | Ferrari              | 1'20"506 | 80  | Morbide      | Morbide      | Morbide      |
| 4  | Nico Hülkenberg  | 27 | Renault              | 1'20"547 | 73  | Medie        | Medie        | Medie        |
| 5  | Carlos Sainz Jr. | 55 | Renault              | 1'22"168 | 26  | Morbide      | Morbide      | Morbide      |
| 6  | Lewis Hamilton   | 44 | Mercedes             | 1'22"327 | 25  | Medie        | Medie        | Medie        |
| 7  | Fernando Alonso  | 14 | McLaren-Renault      | 1'22"354 | 51  | Supermorbide | Supermorbide | Supermorbide |
| 8  | Brendon Hartley  | 28 | Toro Rosso-Honda     | 1'22"371 | 93  | Morbide      | Morbide      | Morbide      |
| 9  | Lance Stroll     | 18 | Williams-Mercedes    | 1'22"452 | 46  | Morbide      | Morbide      | Morbide      |
| 10 | Romain Grosjean  | 8  | Haas-Ferrari         | 1'22"578 | 55  | Morbide      | Morbide      | Morbide      |
| 11 | Marcus Ericsson  | 9  | Sauber-Ferrari       | 1'23"408 | 63  | Morbide      | Morbide      | Morbide      |
| 12 | Nikita Mazepin   | 34 | Force India-Mercedes | 1'25"628 | 22  | Medie        | Medie        | Medie        |
| 13 | Sergej Sirotkin  | 35 | Williams-Mercedes    | 1'44"148 | 28  | Morbide      | Morbide      | Morbide      |

#### Giri per squadra
| Pos | Squadra              | Pilota/i                         | Giri |
| --- | -------------------- | -------------------------------- | ---- |
| 1   | Red Bull-TAG Heuer   | Daniel Ricciardo                 | 105  |
| 2   | Renault              | Nico Hülkenberg Carlos Sainz Jr. | 99   |
| 3   | Toro Rosso-Honda     | Brendon Hartley                  | 93   |
| 4   | Mercedes             | Valtteri Bottas Lewis Hamilton   | 83   |
| 5   | Ferrari              | Kimi Räikkönen                   | 80   |
| 6   | Williams-Mercedes    | Lance Stroll Sergej Sirotkin     | 74   |
| 7   | Sauber-Ferrari       | Marcus Ericsson                  | 63   |
| 8   | Haas-Ferrari         | Romain Grosjean                  | 55   |
| 9   | McLaren-Renault      | Fernando Alonso                  | 51   |
| 10  | Force India-Mercedes | Nikita Mazepin                   | 22   |

### Resoconto seconda giornata
- Meteo: Nuvoloso

#### Risultati[4]
| 1  | Sebastian Vettel  | 5  | Ferrari              | 1'19"673 | 98 | Morbide     | Morbide     | Morbide     |
| 2  | Valtteri Bottas   | 77 | Mercedes             | 1'19"976 | 94 | Medie       | Medie       | Medie       |
| 3  | Stoffel Vandoorne | 2  | McLaren-Renault      | 1'20"325 | 37 | Ipermorbide | Ipermorbide | Ipermorbide |
| 4  | Max Verstappen    | 33 | Red Bull-TAG Heuer   | 1'20"326 | 67 | Medie       | Medie       | Medie       |
| 5  | Carlos Sainz Jr.  | 55 | Renault              | 1'21"212 | 65 | Morbide     | Morbide     | Morbide     |
| 6  | Pierre Gasly      | 10 | Toro Rosso-Honda     | 1'21"318 | 82 | Morbide     | Morbide     | Morbide     |
| 7  | Robert Kubica     | 40 | Williams-Mercedes    | 1'21"495 | 48 | Morbide     | Morbide     | Morbide     |
| 8  | Sergej Sirotkin   | 35 | Williams-Mercedes    | 1'21"822 | 52 | Morbide     | Morbide     | Morbide     |
| 9  | Esteban Ocon      | 31 | Force India-Mercedes | 1'21"841 | 79 | Morbide     | Morbide     | Morbide     |
| 10 | Charles Leclerc   | 16 | Sauber-Ferrari       | 1'22"721 | 81 | Morbide     | Morbide     | Morbide     |
| 11 | Kevin Magnussen   | 20 | Haas-Ferrari         | 1'22"727 | 36 | Morbide     | Morbide     | Morbide     |

#### Giri per squadra
| Pos | Squadra              | Pilota/i                      | Giri |
| --- | -------------------- | ----------------------------- | ---- |
| 1   | Williams-Mercedes    | Sergej Sirotkin Robert Kubica | 100  |
| 2   | Ferrari              | Sebastian Vettel              | 98   |
| 3   | Mercedes             | Valtteri Bottas               | 94   |
| 4   | Toro Rosso-Honda     | Pierre Gasly                  | 82   |
| 5   | Sauber-Ferrari       | Charles Leclerc               | 81   |
| 6   | Force India-Mercedes | Esteban Ocon                  | 79   |
| 7   | Red Bull-TAG Heuer   | Max Verstappen                | 67   |
| 8   | Renault              | Carlos Sainz Jr.              | 65   |
| 9   | McLaren-Renault      | Stoffel Vandoorne             | 37   |
| 10  | Haas-Ferrari         | Kevin Magnussen               | 36   |

### Resoconto terza giornata
- Meteo: Pioggia e Neve

#### Risultati[5]
| 1 | Fernando Alonso  | 14 | McLaren-Renault      | 2'18"545    | 11 | Da bagnato | Da bagnato | Da bagnato |
| 2 | Daniel Ricciardo | 3  | Red Bull-TAG Heuer   | senza tempo | 2  | Da bagnato | Da bagnato | Da bagnato |
| 3 | Brendon Hartley  | 28 | Toro Rosso-Honda     | senza tempo | 2  | Da bagnato | Da bagnato | Da bagnato |
| 4 | Marcus Ericsson  | 9  | Sauber-Ferrari       | senza tempo | 1  | Da bagnato | Da bagnato | Da bagnato |
| 5 | Robert Kubica    | 40 | Williams-Mercedes    | senza tempo | 1  | Da bagnato | Da bagnato | Da bagnato |
|   | Kimi Räikkönen   | 7  | Ferrari              | senza tempo | 0  |            |            |            |
|   | Romain Grosjean  | 8  | Haas-Ferrari         | senza tempo | 0  |            |            |            |
|   | Sergio Pérez     | 11 | Force India-Mercedes | senza tempo | 0  |            |            |            |
|   | Lance Stroll     | 18 | Williams-Mercedes    | senza tempo | 0  |            |            |            |
|   | Nico Hülkenberg  | 27 | Renault              | senza tempo | 0  |            |            |            |
|   | Lewis Hamilton   | 44 | Mercedes             | senza tempo | 0  |            |            |            |
|   | Carlos Sainz Jr. | 55 | Renault              | senza tempo | 0  |            |            |            |
|   | Valtteri Bottas  | 77 | Mercedes             | senza tempo | 0  |            |            |            |

#### Giri per squadra
| Pos | Squadra              | Pilota/i                         | Giri |
| --- | -------------------- | -------------------------------- | ---- |
| 1   | McLaren-Renault      | Fernando Alonso                  | 11   |
| 2   | Red Bull-TAG Heuer   | Daniel Ricciardo                 | 2    |
| 3   | Toro Rosso-Honda     | Brendon Hartley                  | 2    |
| 4   | Sauber-Ferrari       | Marcus Ericsson                  | 1    |
| 5   | Williams-Mercedes    | Robert Kubica Lance Stroll       | 1    |
| 6   | Ferrari              | Kimi Räikkönen                   | 0    |
| 7   | Haas-Ferrari         | Romain Grosjean                  | 0    |
| 8   | Force India-Mercedes | Sergio Pérez                     | 0    |
| 9   | Renault              | Nico Hülkenberg Carlos Sainz Jr. | 0    |
| 10  | Mercedes             | Lewis Hamilton Valtteri Bottas   | 0    |

### Resoconto quarta giornata
- Meteo: Nuvoloso

#### Risultati[6]
| 1  | Lewis Hamilton    | 44 | Mercedes             | 1'19"333 | 69  | Medie        | Medie        | Medie        |
| 2  | Stoffel Vandoorne | 2  | McLaren-Renault      | 1'19"854 | 110 | Ipermorbide  | Ipermorbide  | Ipermorbide  |
| 3  | Sebastian Vettel  | 5  | Ferrari              | 1'20"241 | 120 | Morbide      | Morbide      | Morbide      |
| 4  | Kevin Magnussen   | 20 | Haas-Ferrari         | 1'20"317 | 96  | Supermorbide | Supermorbide | Supermorbide |
| 5  | Fernando Alonso   | 14 | McLaren-Renault      | 1'20"929 | 51  | Supermorbide | Supermorbide | Supermorbide |
| 6  | Carlos Sainz Jr.  | 55 | Renault              | 1'20"940 | 60  | Medie        | Medie        | Medie        |
| 7  | Lance Stroll      | 18 | Williams-Mercedes    | 1'21"142 | 54  | Morbide      | Morbide      | Morbide      |
| 8  | Sergio Pérez      | 11 | Force India-Mercedes | 1'21"973 | 65  | Morbide      | Morbide      | Morbide      |
| 9  | Max Verstappen    | 33 | Red Bull-TAG Heuer   | 1'22"058 | 35  | Morbide      | Morbide      | Morbide      |
| 10 | Pierre Gasly      | 10 | Toro Rosso-Honda     | 1'22"134 | 147 | Supermorbide | Supermorbide | Supermorbide |
| 11 | Nico Hülkenberg   | 27 | Renault              | 1'22"507 | 49  | Morbide      | Morbide      | Morbide      |
| 12 | Valtteri Bottas   | 77 | Mercedes             | 1'22"789 | 60  | Medie        | Medie        | Medie        |
| 13 | Charles Leclerc   | 16 | Sauber-Ferrari       | 1'22"808 | 59  | Morbide      | Morbide      | Morbide      |
| 14 | Marcus Ericsson   | 9  | Sauber-Ferrari       | 1'23"825 | 79  | Supermorbide | Supermorbide | Supermorbide |
| 15 | Sergej Sirotkin   | 35 | Williams-Mercedes    | 1'31"979 | 47  | Intermedie   | Intermedie   | Intermedie   |

#### Giri per squadra
| Pos | Squadra              | Pilota/i                          | Giri |
| --- | -------------------- | --------------------------------- | ---- |
| 1   | McLaren-Renault      | Stoffel Vandoorne Fernando Alonso | 161  |
| 2   | Toro Rosso-Honda     | Pierre Gasly                      | 147  |
| 3   | Sauber-Ferrari       | Charles Leclerc Marcus Ericsson   | 138  |
| 4   | Mercedes             | Lewis Hamilton Valtteri Bottas    | 129  |
| 5   | Ferrari              | Sebastian Vettel                  | 120  |
| 6   | Renault              | Carlos Sainz Jr. Nico Hülkenberg  | 109  |
| 7   | Williams-Mercedes    | Lance Stroll Sergej Sirotkin      | 101  |
| 8   | Haas-Ferrari         | Kevin Magnussen                   | 96   |
| 9   | Force India-Mercedes | Sergio Pérez                      | 65   |
| 10  | Red Bull-TAG Heuer   | Max Verstappen                    | 35   |

## Secondo test di Barcellona

### Formazione piloti
| Team        | 6 marzo                          | 7 marzo                          | 8 marzo                          | 9 marzo                        |
| ----------- | -------------------------------- | -------------------------------- | -------------------------------- | ------------------------------ |
| Mercedes    | Valtteri Bottas Lewis Hamilton   | Lewis Hamilton Valtteri Bottas   | Lewis Hamilton Valtteri Bottas   | Valtteri Bottas Lewis Hamilton |
| Ferrari     | Sebastian Vettel                 | Sebastian Vettel Kimi Räikkönen  | Sebastian Vettel                 | Kimi Räikkönen                 |
| Red Bull    | Max Verstappen                   | Daniel Ricciardo                 | Max Verstappen                   | Daniel Ricciardo               |
| Force India | Sergio Pérez                     | Esteban Ocon                     | Sergio Pérez                     | Esteban Ocon                   |
| Williams    | Sergej Sirotkin Lance Stroll     | Lance Stroll Sergej Sirotkin     | Robert Kubica Lance Stroll       | Sergej Sirotkin Lance Stroll   |
| Renault     | Nico Hülkenberg Carlos Sainz Jr. | Carlos Sainz Jr. Nico Hülkenberg | Nico Hülkenberg Carlos Sainz Jr. | Carlos Sainz Jr.               |
| Toro Rosso  | Pierre Gasly                     | Brendon Hartley                  | Pierre Gasly                     | Brendon Hartley                |
| Haas        | Kevin Magnussen                  | Romain Grosjean                  | Kevin Magnussen                  | Romain Grosjean                |
| McLaren     | Stoffel Vandoorne                | Fernando Alonso                  | Stoffel Vandoorne                | Fernando Alonso                |
| Sauber      | Marcus Ericsson                  | Charles Leclerc                  | Marcus Ericsson                  | Charles Leclerc                |

### Resoconto prima giornata
- Meteo: Soleggiato

#### Risultati[7]
| 1  | Sebastian Vettel  | 5  | Ferrari              | 1'20"396 | 168 | Medie        | Medie        | Medie        |
| 2  | Valtteri Bottas   | 77 | Mercedes             | 1'20"596 | 86  | Morbide      | Morbide      | Morbide      |
| 3  | Max Verstappen    | 33 | Red Bull-TAG Heuer   | 1'20"649 | 127 | Medie        | Medie        | Medie        |
| 4  | Lewis Hamilton    | 44 | Mercedes             | 1'20"808 | 88  | Morbide      | Morbide      | Morbide      |
| 5  | Pierre Gasly      | 10 | Toro Rosso-Honda     | 1'20"973 | 54  | Morbide      | Morbide      | Morbide      |
| 6  | Kevin Magnussen   | 20 | Haas-Ferrari         | 1'21"298 | 93  | Morbide      | Morbide      | Morbide      |
| 7  | Nico Hülkenberg   | 27 | Renault              | 1'21"432 | 48  | Medie        | Medie        | Medie        |
| 8  | Carlos Sainz Jr.  | 55 | Renault              | 1'21"455 | 91  | Morbide      | Morbide      | Morbide      |
| 9  | Sergej Sirotkin   | 35 | Williams-Mercedes    | 1'21"588 | 42  | Morbide      | Morbide      | Morbide      |
| 10 | Sergio Pérez      | 11 | Force India-Mercedes | 1'21"643 | 93  | Morbide      | Morbide      | Morbide      |
| 11 | Marcus Ericsson   | 9  | Sauber-Ferrari       | 1'21"706 | 118 | Supermorbide | Supermorbide | Supermorbide |
| 12 | Stoffel Vandoorne | 2  | McLaren-Renault      | 1'21"946 | 38  | Supermorbide | Supermorbide | Supermorbide |
| 13 | Lance Stroll      | 18 | Williams-Mercedes    | 1'22"937 | 83  | Ipermorbide  | Ipermorbide  | Ipermorbide  |

#### Giri per squadra
| Pos | Squadra              | Pilota/i                         | Giri |
| --- | -------------------- | -------------------------------- | ---- |
| 1   | Mercedes             | Valtteri Bottas Lewis Hamilton   | 174  |
| 2   | Ferrari              | Sebastian Vettel                 | 168  |
| 3   | Renault              | Nico Hülkenberg Carlos Sainz Jr. | 139  |
| 4   | Red Bull-TAG Heuer   | Max Verstappen                   | 127  |
| 5   | Williams-Mercedes    | Sergej Sirotkin Lance Stroll     | 125  |
| 6   | Sauber-Ferrari       | Marcus Ericsson                  | 118  |
| 7   | Haas-Ferrari         | Kevin Magnussen                  | 93   |
| 8   | Force India-Mercedes | Sergio Pérez                     | 93   |
| 9   | Toro Rosso-Honda     | Pierre Gasly                     | 54   |
| 10  | McLaren-Renault      | Stoffel Vandoorne                | 38   |

### Resoconto seconda giornata
- Meteo: Soleggiato

#### Risultati[8]
| 1  | Daniel Ricciardo | 3  | Red Bull-TAG Heuer   | 1'18"047 | 165 | Ipermorbide  | Ipermorbide  | Ipermorbide  |
| 2  | Lewis Hamilton   | 44 | Mercedes             | 1'18"400 | 90  | Ultramorbide | Ultramorbide | Ultramorbide |
| 3  | Valtteri Bottas  | 77 | Mercedes             | 1'18"560 | 85  | Ultramorbide | Ultramorbide | Ultramorbide |
| 4  | Sebastian Vettel | 5  | Ferrari              | 1'19"541 | 66  | Morbide      | Morbide      | Morbide      |
| 5  | Brendon Hartley  | 28 | Toro Rosso-Honda     | 1'19"823 | 119 | Ipermorbide  | Ipermorbide  | Ipermorbide  |
| 6  | Fernando Alonso  | 14 | McLaren-Renault      | 1'19"856 | 57  | Ipermorbide  | Ipermorbide  | Ipermorbide  |
| 7  | Carlos Sainz Jr. | 55 | Renault              | 1'20"042 | 88  | Medie        | Medie        | Medie        |
| 8  | Romain Grosjean  | 8  | Haas-Ferrari         | 1'20"237 | 78  | Morbide      | Morbide      | Morbide      |
| 9  | Kimi Räikkönen   | 7  | Ferrari              | 1'20"242 | 49  | Morbide      | Morbide      | Morbide      |
| 10 | Lance Stroll     | 18 | Williams-Mercedes    | 1'20"349 | 63  | Morbide      | Morbide      | Morbide      |
| 11 | Nico Hülkenberg  | 27 | Renault              | 1'20"758 | 102 | Supermorbide | Supermorbide | Supermorbide |
| 12 | Esteban Ocon     | 31 | Force India-Mercedes | 1'20"805 | 130 | Morbide      | Morbide      | Morbide      |
| 13 | Charles Leclerc  | 16 | Sauber-Ferrari       | 1'20"919 | 160 | Supermorbide | Supermorbide | Supermorbide |
| 14 | Sergej Sirotkin  | 35 | Williams-Mercedes    | 1'22"350 | 80  | Morbide      | Morbide      | Morbide      |

#### Giri per squadra
| Pos | Squadra              | Pilota/i                         | Giri |
| --- | -------------------- | -------------------------------- | ---- |
| 1   | Renault              | Carlos Sainz Jr. Nico Hülkenberg | 190  |
| 2   | Mercedes             | Lewis Hamilton Valtteri Bottas   | 175  |
| 3   | Red Bull-TAG Heuer   | Daniel Ricciardo                 | 165  |
| 4   | Sauber-Ferrari       | Charles Leclerc                  | 160  |
| 5   | Williams-Mercedes    | Lance Stroll Sergej Sirotkin     | 143  |
| 6   | Toro Rosso-Honda     | Brendon Hartley                  | 119  |
| 7   | Ferrari              | Sebastian Vettel Kimi Räikkönen  | 115  |
| 8   | Force India-Mercedes | Esteban Ocon                     | 93   |
| 9   | Haas-Ferrari         | Romain Grosjean                  | 78   |
| 10  | McLaren-Renault      | Fernando Alonso                  | 57   |

### Resoconto terza giornata
- Meteo: Parzialmente nuvoloso

#### Risultati[9]
| 1  | Sebastian Vettel  | 5  | Ferrari              | 1'17"182 | 188 | Ipermorbide  | Ipermorbide  | Ipermorbide  |
| 2  | Kevin Magnussen   | 20 | Haas-Ferrari         | 1'18"360 | 153 | Supermorbide | Supermorbide | Supermorbide |
| 3  | Pierre Gasly      | 10 | Toro Rosso-Honda     | 1'18"363 | 169 | Ipermorbide  | Ipermorbide  | Ipermorbide  |
| 4  | Nico Hülkenberg   | 27 | Renault              | 1'18"675 | 79  | Ipermorbide  | Ipermorbide  | Ipermorbide  |
| 5  | Carlos Sainz Jr.  | 55 | Renault              | 1'18"725 | 69  | Ipermorbide  | Ipermorbide  | Ipermorbide  |
| 6  | Stoffel Vandoorne | 2  | McLaren-Renault      | 1'18"855 | 151 | Ipermorbide  | Ipermorbide  | Ipermorbide  |
| 7  | Marcus Ericsson   | 9  | Sauber-Ferrari       | 1'19"244 | 148 | Ipermorbide  | Ipermorbide  | Ipermorbide  |
| 8  | Lewis Hamilton    | 44 | Mercedes             | 1'19"296 | 84  | Medie        | Medie        | Medie        |
| 9  | Valtteri Bottas   | 77 | Mercedes             | 1'19"532 | 97  | Medie        | Medie        | Medie        |
| 10 | Robert Kubica     | 40 | Williams-Mercedes    | 1'19"629 | 73  | Supermorbide | Supermorbide | Supermorbide |
| 11 | Sergio Pérez      | 11 | Force India-Mercedes | 1'19"634 | 159 | Ipermorbide  | Ipermorbide  | Ipermorbide  |
| 12 | Max Verstappen    | 33 | Red Bull-TAG Heuer   | 1'19"842 | 187 | Morbide      | Morbide      | Morbide      |
| 13 | Lance Stroll      | 18 | Williams-Mercedes    | 1'20"262 | 67  | Ultramorbide | Ultramorbide | Ultramorbide |

#### Giri per squadra
| Pos | Squadra              | Pilota/i                         | Giri |
| --- | -------------------- | -------------------------------- | ---- |
| 1   | Ferrari              | Sebastian Vettel                 | 188  |
| 2   | Red Bull-TAG Heuer   | Max Verstappen                   | 187  |
| 3   | Mercedes             | Lewis Hamilton Valtteri Bottas   | 181  |
| 4   | Toro Rosso-Honda     | Pierre Gasly                     | 169  |
| 5   | Force India-Mercedes | Sergio Pérez                     | 159  |
| 6   | Haas-Ferrari         | Kevin Magnussen                  | 153  |
| 7   | McLaren-Renault      | Stoffel Vandoorne                | 151  |
| 8   | Renault              | Nico Hülkenberg Carlos Sainz Jr. | 148  |
| 9   | Sauber-Ferrari       | Marcus Ericsson                  | 148  |
| 10  | Williams-Mercedes    | Robert Kubica Lance Stroll       | 140  |

### Resoconto quarta giornata
- Meteo: Soleggiato

#### Risultati[10]
| 1  | Kimi Räikkönen   | 7  | Ferrari              | 1'17"221 | 157 | Ipermorbide  | Ipermorbide  | Ipermorbide  |
| 2  | Fernando Alonso  | 14 | McLaren-Renault      | 1'17"784 | 93  | Ipermorbide  | Ipermorbide  | Ipermorbide  |
| 3  | Carlos Sainz Jr. | 55 | Renault              | 1'18"092 | 45  | Ipermorbide  | Ipermorbide  | Ipermorbide  |
| 4  | Daniel Ricciardo | 3  | Red Bull-TAG Heuer   | 1'18"327 | 92  | Supermorbide | Supermorbide | Supermorbide |
| 5  | Romain Grosjean  | 8  | Haas-Ferrari         | 1'18"412 | 181 | Ultramorbide | Ultramorbide | Ultramorbide |
| 6  | Valtteri Bottas  | 77 | Mercedes             | 1'18"825 | 104 | Medie        | Medie        | Medie        |
| 7  | Brendon Hartley  | 28 | Toro Rosso-Honda     | 1'18"949 | 156 | Ipermorbide  | Ipermorbide  | Ipermorbide  |
| 8  | Esteban Ocon     | 31 | Force India-Mercedes | 1'18"967 | 163 | Ipermorbide  | Ipermorbide  | Ipermorbide  |
| 9  | Charles Leclerc  | 16 | Sauber-Ferrari       | 1'19"118 | 75  | Ipermorbide  | Ipermorbide  | Ipermorbide  |
| 10 | Sergej Sirotkin  | 35 | Williams-Mercedes    | 1'19"189 | 105 | Morbide      | Morbide      | Morbide      |
| 11 | Lewis Hamilton   | 44 | Mercedes             | 1'19"464 | 97  | Supermorbide | Supermorbide | Supermorbide |
| 12 | Lance Stroll     | 18 | Williams-Mercedes    | 1'19"954 | 27  | Morbide      | Morbide      | Morbide      |

#### Giri per squadra
| Pos | Squadra              | Pilota/i                       | Giri |
| --- | -------------------- | ------------------------------ | ---- |
| 1   | Mercedes             | Valtteri Bottas Lewis Hamilton | 201  |
| 2   | Force India-Mercedes | Esteban Ocon                   | 163  |
| 3   | Ferrari              | Kimi Räikkönen                 | 157  |
| 4   | Toro Rosso-Honda     | Brendon Hartley                | 156  |
| 5   | Haas-Ferrari         | Romain Grosjean                | 153  |
| 6   | Williams-Mercedes    | Sergej Sirotkin Lance Stroll   | 132  |
| 7   | McLaren-Renault      | Fernando Alonso                | 93   |
| 8   | Sauber-Ferrari       | Charles Leclerc                | 75   |
| 9   | Red Bull-TAG Heuer   | Daniel Ricciardo               | 92   |
| 10  | Renault              | Carlos Sainz Jr.               | 45   |

## Terzo test di Barcellona

### Formazione piloti
| Team        | 15 maggio                                    | 16 maggio                      |
| ----------- | -------------------------------------------- | ------------------------------ |
| Mercedes    | Lewis Hamilton                               | Valtteri Bottas                |
| Ferrari     | Sebastian Vettel                             | Antonio Giovinazzi             |
| Red Bull    | Max Verstappen                               | Jake Dennis                    |
| Force India | Nicholas Latifi George Russel                | Nikita Mazepin Nicholas Latifi |
| Williams    | Oliver Rowland                               | Robert Kubica                  |
| Renault     | Carlos Sainz Jr.                             | Jack Aitken                    |
| Toro Rosso  | Sean Gelael                                  | Pierre Gasly Sean Gelael       |
| Haas        | Romain Grosjean                              | Kevin Magnussen                |
| McLaren     | Stoffel Vandoorne Lando Norris Oliver Turvey | Lando Norris Stoffel Vandoorne |
| Sauber      | Antonio Giovinazzi                           | Charles Leclerc                |

### Resoconto prima giornata
- Meteo: Soleggiato

#### Risultati[11]
| 1  | Max Verstappen     | 33 | Red Bull Racing-TAG Heuer | 1'17"528 | 148 | Ipermorbide  | Ipermorbide  | Ipermorbide  |
| 2  | Carlos Sainz Jr.   | 55 | Renault                   | 1'17"562 | 119 | Ipermorbide  | Ipermorbide  | Ipermorbide  |
| 3  | Sebastian Vettel   | 5  | Ferrari                   | 1'17"659 | 136 | Morbide      | Morbide      | Morbide      |
| 4  | Romain Grosjean    | 8  | Haas-Ferrari              | 1'18"449 | 129 | Ipermorbide  | Ipermorbide  | Ipermorbide  |
| 5  | Nicholas Latifi    | 34 | Force India-Mercedes      | 1'18"530 | 107 | Ipermorbide  | Ipermorbide  | Ipermorbide  |
| 6  | Lewis Hamilton     | 44 | Mercedes                  | 1'18"543 | 151 | Medie        | Medie        | Medie        |
| 7  | Stoffel Vandoorne  | 2  | McLaren-Renault           | 1'18"981 | 85  | Supermorbide | Supermorbide | Supermorbide |
| 8  | Antonio Giovinazzi | 36 | Sauber-Ferrari            | 1'19"693 | 135 | Ipermorbide  | Ipermorbide  | Ipermorbide  |
| 9  | Oliver Rowland     | 41 | Williams-Mercedes         | 1'20"009 | 121 | Ipermorbide  | Ipermorbide  | Ipermorbide  |
| 10 | Lando Norris       | 47 | McLaren-Renault           | 1'20"997 | 76  | Pirelli 2019 | Pirelli 2019 | Pirelli 2019 |
| 11 | George Russell     | 63 | Force India-Mercedes      | 1'21"478 | 123 | Pirelli 2019 | Pirelli 2019 | Pirelli 2019 |
| 12 | Sean Gelael        | 38 | Scuderia Toro Rosso-Honda | 1'21"935 | 50  | Supermorbide | Supermorbide | Supermorbide |
| 13 | Oliver Turvey      | 16 | McLaren-Renault           | 1'23"070 | 58  | Ipermorbide  | Ipermorbide  | Ipermorbide  |

#### Giri per squadra
| Pos | Squadra              | Pilota/i                                     | Giri |
| --- | -------------------- | -------------------------------------------- | ---- |
| 1   | Force India-Mercedes | Nicholas Latifi George Russell               | 230  |
| 2   | McLaren-Renault      | Stoffel Vandoorne Lando Norris Oliver Turvey | 219  |
| 3   | Mercedes             | Lewis Hamilton                               | 151  |
| 4   | Red Bull-TAG Heuer   | Max Verstappen                               | 148  |
| 5   | Ferrari              | Sebastian Vettel                             | 136  |
| 6   | Sauber-Ferrari       | Antonio Giovinazzi                           | 135  |
| 7   | Haas-Ferrari         | Romain Grosjean                              | 129  |
| 8   | Williams-Mercedes    | Oliver Rowland                               | 121  |
| 9   | Renault              | Carlos Sainz Jr.                             | 119  |
| 10  | Toro Rosso-Honda     | Sean Gelael                                  | 54   |

### Resoconto seconda giornata
- Meteo: Soleggiato

#### Risultati[12]
| 1  | Valtteri Bottas    | 77 | Mercedes                  | 1'16"904 | 139 | Supermorbide | Supermorbide | Supermorbide |
| 2  | Antonio Giovinazzi | 99 | Ferrari                   | 1'16"972 | 148 | Ipermorbide  | Ipermorbide  | Ipermorbide  |
| 3  | Lando Norris       | 47 | McLaren-Renault           | 1'18"039 | 80  | Morbide      | Morbide      | Morbide      |
| 4  | Kevin Magnussen    | 20 | Haas-Ferrari              | 1'18"274 | 75  | Ipermorbide  | Ipermorbide  | Ipermorbide  |
| 5  | Nikita Mazepin     | 34 | Force India-Mercedes      | 1'18"344 | 112 | Ipermorbide  | Ipermorbide  | Ipermorbide  |
| 6  | Jack Aitken        | 7  | Renault                   | 1'18"942 | 120 | Medie        | Medie        | Medie        |
| 7  | Charles Leclerc    | 16 | Sauber-Ferrari            | 1'18"993 | 139 | Morbide      | Morbide      | Morbide      |
| 8  | Robert Kubica      | 40 | Williams-Mercedes         | 1'19"253 | 123 | Ipermorbide  | Ipermorbide  | Ipermorbide  |
| 9  | Pierre Gasly       | 10 | Scuderia Toro Rosso-Honda | 1'19"410 | 39  | Medie        | Medie        | Medie        |
| 10 | Stoffel Vandoorne  | 2  | McLaren-Renault           | 1'19"914 | 96  | Pirelli 2019 | Pirelli 2019 | Pirelli 2019 |
| 11 | Jake Dennis        | 9  | Red Bull Racing-TAG Heuer | 1'20"440 | 75  | Medie        | Medie        | Medie        |
| 12 | Sean Gelael        | 38 | Scuderia Toro Rosso-Honda | 1'20"763 | 83  | Morbide      | Morbide      | Morbide      |
| 13 | Nicholas Latifi    | 34 | Force India-Mercedes      | 1'21"412 | 121 | Pirelli 2019 | Pirelli 2019 | Pirelli 2019 |

#### Giri per squadra
| Pos | Squadra              | Pilota/i                       | Giri |
| --- | -------------------- | ------------------------------ | ---- |
| 1   | Force India-Mercedes | Nikita Mazepin Nicholas Latifi | 233  |
| 2   | McLaren-Renault      | Lando Norris Stoffel Vandoorne | 176  |
| 3   | Ferrari              | Antonio Giovinazzi             | 148  |
| 4   | Mercedes             | Valtteri Bottas                | 139  |
| 5   | Sauber-Ferrari       | Charles Leclerc                | 139  |
| 6   | Williams-Mercedes    | Robert Kubica                  | 123  |
| 7   | Toro Rosso-Honda     | Pierre Gasly Sean Gelael       | 122  |
| 8   | Renault              | Jack Aitken                    | 120  |
| 9   | Haas-Ferrari         | Kevin Magnussen                | 75   |
| 10  | Red Bull-TAG Heuer   | Jack Dennis                    | 75   |

## Test di Mogyoród

### Formazione piloti
| Team        | 31 luglio                   | 1º agosto                                |
| ----------- | --------------------------- | ---------------------------------------- |
| Mercedes    | George Russell              | George Russell                           |
| Ferrari     | Antonio Giovinazzi          | Kimi Räikkönen                           |
| Red Bull    | Daniel Ricciardo            | Jake Dennis                              |
| Force India | Nicholas Latifi             | Nikita Mazepin                           |
| Williams    | Oliver Rowland              | Robert Kubica                            |
| Renault     | Nico Hülkenberg             | Artëm Markelov                           |
| Toro Rosso  | Brendon Hartley Sean Gelael | Sean Gelael Pierre Gasly Brendon Hartley |
| McLaren     | Lando Norris                | Lando Norris                             |
| Sauber      | Marcus Ericsson             | Antonio Giovinazzi                       |

### Resoconto prima giornata
- Meteo: Sereno con pioggia nel finale di sessione

#### Risultati[13]
| 1  | Antonio Giovinazzi | 99 | Ferrari                   | 1'15"648 | 96  | Ipermorbide  | Ipermorbide  | Ipermorbide  |
| 2  | Marcus Ericsson    | 9  | Sauber-Ferrari            | 1'18"155 | 95  | Ipermorbide  | Ipermorbide  | Ipermorbide  |
| 3  | Brendon Hartley    | 28 | Scuderia Toro Rosso-Honda | 1'19"251 | 126 | Ultramorbide | Ultramorbide | Ultramorbide |
| 4  | Lando Norris       | 47 | McLaren-Renault           | 1'19"294 | 107 | Morbide      | Morbide      | Morbide      |
| 5  | George Russell     | 63 | Mercedes                  | 1'19"781 | 49  | Supermorbide | Supermorbide | Supermorbide |
| 6  | Daniel Ricciardo   | 3  | Red Bull Racing-TAG Heuer | 1'19"854 | 125 | Ultramorbide | Ultramorbide | Ultramorbide |
| 7  | Nicholas Latifi    | 34 | Force India-Mercedes      | 1'19"994 | 103 | Morbide      | Morbide      | Morbide      |
| 8  | Nico Hülkenberg    | 27 | Renault                   | 1'20"826 | 63  | Medie        | Medie        | Medie        |
| 9  | Oliver Rowland     | 41 | Williams-Mercedes         | 1'20"970 | 65  | Medie        | Medie        | Medie        |
| 10 | Sean Gelael        | 38 | Scuderia Toro Rosso-Honda | 1'21"451 | 109 | Pirelli 2019 | Pirelli 2019 | Pirelli 2019 |

#### Giri per squadra
| Pos | Squadra              | Pilota/i                    | Giri |
| --- | -------------------- | --------------------------- | ---- |
| 1   | Toro Rosso-Honda     | Brendon Hartley Sean Gelael | 235  |
| 2   | Red Bull-TAG Heuer   | Daniel Ricciardo            | 125  |
| 3   | McLaren-Renault      | Lando Norris                | 107  |
| 4   | Force India-Mercedes | Nicholas Latifi             | 103  |
| 5   | Ferrari              | Antonio Giovinazzi          | 96   |
| 6   | Sauber-Ferrari       | Marcus Ericsson             | 95   |
| 7   | Williams-Mercedes    | Oliver Rowland              | 65   |
| 8   | Renault              | Nico Hülkenberg             | 63   |
| 9   | Mercedes             | George Russell              | 49   |

### Resoconto seconda giornata
- Meteo: Sereno

#### Risultati[14]
| 1  | George Russell     | 63 | Mercedes                  | 1'15"575 | 116 | Ipermorbide  | Ipermorbide  | Ipermorbide  |
| 2  | Kimi Räikkönen     | 7  | Ferrari                   | 1'15"649 | 131 | Ipermorbide  | Ipermorbide  | Ipermorbide  |
| 3  | Jake Dennis        | 25 | Red Bull Racing-TAG Heuer | 1'17"012 | 131 | Ipermorbide  | Ipermorbide  | Ipermorbide  |
| 4  | Antonio Giovinazzi | 36 | Sauber-Ferrari            | 1'17"558 | 120 | Ipermorbide  | Ipermorbide  | Ipermorbide  |
| 5  | Nikita Mazepin     | 34 | Force India-Mercedes      | 1'17"748 | 51  | Ipermorbide  | Ipermorbide  | Ipermorbide  |
| 6  | Robert Kubica      | 40 | Williams-Mercedes         | 1'18"451 | 103 | Ultramorbide | Ultramorbide | Ultramorbide |
| 7  | Lando Norris       | 47 | McLaren-Renault           | 1'18"472 | 73  | Morbide      | Morbide      | Morbide      |
| 8  | Artëm Markelov     | 46 | Renault                   | 1'18"496 | 108 | Ipermorbide  | Ipermorbide  | Ipermorbide  |
| 9  | Sean Gelael        | 38 | Scuderia Toro Rosso-Honda | 1'19"046 | 122 | Ipermorbide  | Ipermorbide  | Ipermorbide  |
| 10 | Pierre Gasly       | 10 | Scuderia Toro Rosso-Honda | 1'19"790 | 75  | Pirelli 2019 | Pirelli 2019 | Pirelli 2019 |
| 11 | Brendon Hartley    | 28 | Scuderia Toro Rosso-Honda | 1'20"221 | 67  | Pirelli 2019 | Pirelli 2019 | Pirelli 2019 |

#### Giri per squadra
| Pos | Squadra              | Pilota/i                                 | Giri |
| --- | -------------------- | ---------------------------------------- | ---- |
| 1   | Toro Rosso-Honda     | Sean Gelael Pierre Gasly Brendon Hartley | 264  |
| 2   | Ferrari              | Kimi Räikkönen                           | 131  |
| 3   | Red Bull-TAG Heuer   | Jake Dennis                              | 131  |
| 4   | Sauber-Ferrari       | Antonio Giovinazzi                       | 120  |
| 5   | Mercedes             | George Russell                           | 116  |
| 6   | Renault              | Artëm Markelov                           | 108  |
| 7   | Williams-Mercedes    | Robert Kubica                            | 103  |
| 8   | McLaren-Renault      | Lando Norris                             | 73   |
| 9   | Force India-Mercedes | Nikita Mazepin                           | 51   |

## Test di Abu Dhabi

### Formazione piloti
| Team        | 27 novembre                  | 28 novembre                  |
| ----------- | ---------------------------- | ---------------------------- |
| Mercedes    | Valtteri Bottas              | Valtteri Bottas              |
| Ferrari     | Sebastian Vettel             | Charles Leclerc              |
| Red Bull    | Max Verstappen               | Pierre Gasly                 |
| Force India | Lance Stroll Sergio Pérez    | Lance Stroll                 |
| Williams    | Robert Kubica George Russell | George Russell Robert Kubica |
| Renault     | Nico Hülkenberg              | Artëm Markelov               |
| Toro Rosso  | Sean Gelael                  | Daniil Kvjat                 |
| Haas        | Pietro Fittipaldi            | Louis Delétraz               |
| McLaren     | Lando Norris                 | Carlos Sainz Jr.             |
| Sauber      | Kimi Räikkönen               | Antonio Giovinazzi           |

### Resoconto prima giornata
- Meteo: Sereno

#### Risultati[15]
| 1  | Sebastian Vettel  | 5  | Ferrari                   | 1'36"812 | 67  | Ipermorbide  | Ipermorbide  | Ipermorbide  |
| 2  | Valtteri Bottas   | 77 | Mercedes                  | 1'37"231 | 120 | Pirelli 2019 | Pirelli 2019 | Pirelli 2019 |
| 3  | Lance Stroll      | 18 | Force India-Mercedes      | 1'37"415 | 56  | Ipermorbide  | Ipermorbide  | Ipermorbide  |
| 4  | Max Verstappen    | 33 | Red Bull Racing-TAG Heuer | 1'37"947 | 131 | Ultramorbide | Ultramorbide | Ultramorbide |
| 5  | Sergio Pérez      | 11 | Force India-Mercedes      | 1'37"976 | 67  | Pirelli 2019 | Pirelli 2019 | Pirelli 2019 |
| 6  | Lando Norris      | 47 | McLaren-Renault           | 1'38"187 | 135 | Pirelli 2019 | Pirelli 2019 | Pirelli 2019 |
| 7  | Nico Hülkenberg   | 27 | Renault                   | 1'38"789 | 128 | Ipermorbide  | Ipermorbide  | Ipermorbide  |
| 8  | Pietro Fittipaldi | 51 | Haas-Ferrari              | 1'39"201 | 54  | Ipermorbide  | Ipermorbide  | Ipermorbide  |
| 9  | Robert Kubica     | 40 | Williams-Mercedes         | 1'39"269 | 32  | Pirelli 2019 | Pirelli 2019 | Pirelli 2019 |
| 10 | George Russell    | 63 | Williams-Mercedes         | 1'39"512 | 42  | Pirelli 2019 | Pirelli 2019 | Pirelli 2019 |
| 11 | Kimi Räikkönen    | 7  | Sauber-Ferrari            | 1'39"878 | 102 | Pirelli 2019 | Pirelli 2019 | Pirelli 2019 |
| 12 | Sean Gelael       | 38 | Scuderia Toro Rosso-Honda | 1'40"435 | 150 | Ipermorbide  | Ipermorbide  | Ipermorbide  |

#### Giri per squadra
| Pos | Squadra              | Pilota/i                     | Giri |
| --- | -------------------- | ---------------------------- | ---- |
| 1   | Toro Rosso-Honda     | Sean Gelael                  | 150  |
| 2   | McLaren-Renault      | Lando Norris                 | 135  |
| 3   | Red Bull-TAG Heuer   | Max Verstappen               | 131  |
| 4   | Renault              | Nico Hülkenberg              | 128  |
| 5   | Force India-Mercedes | Lance Stroll Sergio Pérez    | 123  |
| 6   | Mercedes             | Valtteri Bottas              | 120  |
| 7   | Sauber-Ferrari       | Kimi Räikkönen               | 102  |
| 8   | Williams-Mercedes    | Robert Kubica George Russell | 74   |
| 9   | Ferrari              | Sebastian Vettel             | 67   |
| 10  | Haas-Ferrari         | Pietro Fittipaldi            | 54   |

### Resoconto seconda giornata
- Meteo: Sereno

#### Risultati[16]
| 1  | Charles Leclerc    | 16 | Ferrari                   | 1'36"450 | 135 | Pirelli 2019 | Pirelli 2019 | Pirelli 2019 |
| 2  | Pierre Gasly       | 10 | Red Bull Racing-TAG Heuer | 1'37"916 | 129 | Pirelli 2019 | Pirelli 2019 | Pirelli 2019 |
| 3  | Lance Stroll       | 18 | Force India-Mercedes      | 1'38"044 | 122 | Ipermorbide  | Ipermorbide  | Ipermorbide  |
| 4  | Valtteri Bottas    | 77 | Mercedes                  | 1'38"448 | 143 | Pirelli 2019 | Pirelli 2019 | Pirelli 2019 |
| 5  | Carlos Sainz Jr.   | 55 | McLaren-Renault           | 1'38"547 | 150 | Pirelli 2019 | Pirelli 2019 | Pirelli 2019 |
| 6  | Artëm Markelov     | 46 | Renault                   | 1'38"590 | 129 | Ipermorbide  | Ipermorbide  | Ipermorbide  |
| 7  | George Russell     | 63 | Williams-Mercedes         | 1'38"802 | 38  | Ipermorbide  | Ipermorbide  | Ipermorbide  |
| 8  | Daniil Kvjat       | 26 | Scuderia Toro Rosso-Honda | 1'38"862 | 155 | Pirelli 2019 | Pirelli 2019 | Pirelli 2019 |
| 9  | Louis Delétraz     | 50 | Haas-Ferrari              | 1'39"069 | 117 | Pirelli 2019 | Pirelli 2019 | Pirelli 2019 |
| 10 | Robert Kubica      | 40 | Williams-Mercedes         | 1'40"265 | 56  | Ipermorbide  | Ipermorbide  | Ipermorbide  |
| 11 | Antonio Giovinazzi | 36 | Sauber-Ferrari            | 1'40"435 | 128 | Pirelli 2019 | Pirelli 2019 | Pirelli 2019 |

#### Giri per squadra
| Pos | Squadra              | Pilota/i                     | Giri |
| --- | -------------------- | ---------------------------- | ---- |
| 1   | Toro Rosso-Honda     | Daniil Kvjat                 | 155  |
| 2   | McLaren-Renault      | Carlos Sainz Jr.             | 150  |
| 3   | Mercedes             | Valtteri Bottas              | 143  |
| 4   | Ferrari              | Charles Leclerc              | 135  |
| 5   | Red Bull-TAG Heuer   | Pierre Gasly                 | 129  |
| 5   | Renault              | Artëm Markelov               | 129  |
| 7   | Sauber-Ferrari       | Antonio Giovinazzi           | 128  |
| 8   | Force India-Mercedes | Lance Stroll                 | 122  |
| 9   | Haas-Ferrari         | Louis Delétraz               | 117  |
| 10  | Williams-Mercedes    | George Russell Robert Kubica | 94   |